# 古澤融
古澤 融（ふるさわ とおる、1962年8月3日 - ）は、日本の声優、舞台俳優、演出家。個人事務所のロウノーツ エージェンシー（Low Notes Agency）所属。劇団「Rlung風-ルン-」座長。本名及び旧芸名は古澤 徹（読み同じ）。

## 来歴
群馬県前橋市岩神町の東京電力の社宅で誕生し、中学二年まで住んでいた（一部では熊本県出身となっている）。
前橋市立岩神小学校、前橋市立第三中学校、群馬県立渋川高等学校、明治大学政治経済学部政治学科卒業。
高校進学時、演劇部の部長に勧誘され、役者を始める。
青年座研究所11期生、円・演劇研究所を経て、劇団仲間に入団。
当時は生活に困り、稽古と上演ばかりでアルバイトをする時間すら取れず、劇団青年座の俳優ばかりがアルバイトをしていた清水建設の下請けの会社に潜り込む。しかしその現場で足場から落下、右足の前十字靭帯を断裂、半月板損傷を負ってしまう。その時、親友だった檀臣幸が、「最近、声優という割のいいバイトを始めたんだ」と言ってたのを思い出し、檀に泣きついたところ、たてかべ和也を紹介してくれたという。たてかべはザ・スズナリで古澤の芝居を観て「芝居は出来るようだから、まあいいだろう」と判断、そのまま古澤はたてかべの弟子になり声優としての活動を始める。1994年、『勇者警察ジェイデッカー』のデッカード役で声優デビュー。
その後はぷろだくしょんバオバブ、ケンユウオフィス、ベルプロダクション、オフィス海風に所属していた。
2021年4月1日より、芸名の漢字表記を「古澤徹」から「古澤融」に変更。この芸名は妻の意見も聞いて、ハイラリンクスを克服した記念に、「自分で自分に名前」を与えようと思い、改名したという。融和の融、源融をイメージして名付けたという。

## 人物
たびたび共演する声優の田中敦子とは同じ群馬県の出身で、幼稚園の同級生である。
『サイボーグクロちゃん』のドクター剛には特に思い入れがある。一時期鬱にかかって、仕事を全てキャンセルしていた時期があり、精神的に参っている状況下において、音響監督の松浦典良が「それでもいいから」と古澤を説得したうえで、『サイボーグクロちゃん』のドクター剛役は決まった。しかし、同作品は製作会社の都合で未完結となる。このドクター剛のおかげで現在の自分があるとして、ブログでの一人称を「ワシ」にしており、ドクター剛を再び演じられるよう祈願しているという。また、飼い猫の名前も「クロ」である（ただし毛の色はグレー）。
自身のブログでは「もっとアニメがやりたい」と語ったことがある。他方、日本の芸能界の困る点について「事務所の力が強すぎること」を挙げており、フリーになった後は仕事は激減、過去の持ち役の収録がほとんどとなっているとのこと。
自身の劇団「Rlung風-ルン-」の代表も務める。
趣味は舞台作り、読書、オートバイ。特技は脚本、演出、居合道、合気柔術、水泳。資格は普通自動車免許・中型二輪免許。方言は上州弁。
2009年にダイビングの事故で外リンパ瘻を患い、完治に3年を要した。その間の安静中、劇団の大道具の裏方をしていた際の両肩の脱臼の影響で口舌ジストニアに似た症状が発生。仕事を休んでいたが、教鞭をとっていた東京声優アカデミーで、顎と頸の歪みを正し楽に発声できる「古澤メソッド」を確立。自らが実践することによって症状から完全に脱却した。現在は、古澤メソッドの普及に力を入れている。
三歳年上の銀行員の兄がいたが、鬱病で自ら命を絶ったことを明かしている。妻はピラティスとヨガのインストラクターで、円・演劇研究所時代に知り合った。娘と孫がいる。

## 出演
太字はメインキャラクター。

### テレビアニメ
1994年
- 超くせになりそう（沖田総司）
- 覇王大系リューナイト（1994年 - 1995年、傭兵B、Gモンスター、邪竜兵A）
- 勇者警察ジェイデッカー（1994年 - 1995年、デッカード）

1995年
- 新機動戦記ガンダムW（副隊長、副長、部下）
- 恐竜冒険記ジュラトリッパー（ブライ）
- バーチャファイター（黒道着D）
- ビット・ザ・キューピッド（アポロン、兵士）
- ふしぎ遊戯（心宿）
- 魔法陣グルグル（風の龍）

1996年
- 機動新世紀ガンダムX（クロッカ、ザコット・ダットネル、マーカス・ガイ 他）
- それいけ!アンパンマン（うなぎまん）
- 超者ライディーン（ハンター）
- 魔法少女プリティサミー（アンドゥ豊川）

1997年
- アニメがんばれゴエモン（ミスタープロテイン）
- はいぱーぽりす（ヨロイ男）
- マッハGoGoGo（第2作）（ミカエル）
- 烈火の炎（呪、警備員A）

1998年
- アンドロイド・アナ MAICO 2010（松つぁん）
- 頭文字D（パパ）
- Only・You ビバ!キャバクラ（穴坂）
- カードキャプターさくら（1998年 - 1999年、寺田良幸）
- TRIGUN（ミリオンズ・ナイブズ）
- 熱沙の覇王ガンダーラ（リック・ハドソン）
- MASTERキートン（ハインリヒ）
- LEGEND OF BASARA（鉄仮面〈雷蔵〉）

1999年
- A.D.POLICE（リーアム・フレッチャー、医者）
- 神風怪盗ジャンヌ（悪魔）
- サイボーグクロちゃん（1999年 - 2001年、ドクター剛）
- 神八剣伝（ホンジョウ）
- 小さな巨人 ミクロマン（オーディーン）
- Petshop of Horrors（アルバート）
- 名探偵コナン（1999年 - 2024年、崎原和夫、マイヤー、河瀬透治、車谷整司、土濃塚友市、遠島基行、五藤教授 他）
- モンキーマジック（二郎真君）

2003年
- 冒険遊記プラスターワールド（イグニス）

2004年
- KURAU Phantom Memory（王〈ウォン〉）
- 絢爛舞踏祭 ザ・マーズ・デイブレイク（帽子の男）
- 探偵学園Q（嶺一志）
- tactics（龍神、キザ男）
- 爆裂天使（渋谷のリーダー）
- 忘却の旋律（三郎）

2005年
- AIR（僧兵）
- かみちゅ!（タイラー）
- ガン×ソード（友人A）
- ガンパレード・オーケストラ（長岡）
- 地獄少女（2005年 - 2017年、教頭、柿沼敏也） - 3シリーズ
- SHUFFLE!（2005年 - 2007年、SSS隊長、芙蓉幹夫） - 2シリーズ
- ゾイドジェネシス（アオタス）
- D.C.S.S. 〜ダ・カーポ セカンドシーズン〜（昭島）
- BLEACH（2005年 - 2006年、蛇尾丸、古賀剛）

2006年
- スーパーロボット大戦OG -ディバイン・ウォーズ-（イングラム・プリスケン）
- 009-1（大統領）
- NARUTO -ナルト-（百合之丞）
- 西の善き魔女 Astraea Testament（ケイン・アーベル）
- よみがえる空 -RESCUE WINGS-（久保功）
- ロックマンエグゼBEAST+（Mr.ハット）

2007年
- キスダム -ENGAGE planet-（沙々羅教授）
- きらりん☆レボリューション（ダン）
- スカイガールズ（一条瑛儀）
- BACCANO! -バッカーノ!-（ニコラス・ウェイン）
- ぼくらの（往住明）
- らき☆すた（柊ただお）
- 流星のロックマン（レオ・キングダム）
- 湾岸ミッドナイト（グリーンオート社長）

2008年
- ウエルベールの物語 〜Sisters of Wellber〜 第二幕（ノイシュヴァーン・シオール）
- ef - a tale of melodies.（雨宮明良）
- コードギアス 反逆のルルーシュR2（機情A）
- とらドラ!（逢坂陸郎）
- 北斗の拳 ラオウ外伝 天の覇王（ダガール）
- 我が家のお稲荷さま。（三槌龍彦、狼、ナグマ）

2009年
- クロスゲーム（大門秀悟）
- 鋼殻のレギオス（デルク・サイ・ハーデン）
- スレイヤーズEVOLUTION-R（魚屋）
- 戦う司書 The Book of Bantorra（フォトナ）
- Phantom 〜Requiem for the Phantom〜（ロシュネンコ）
- ルパン三世VS名探偵コナン（偽ソムリエ）

2010年
- ぬらりひょんの孫（武曲）
- RAINBOW-二舎六房の七人-（川又）

2012年
- NARUTO -ナルト- 疾風伝（エーの従兄弟）

2018年
- パズドラ（2018年 - 2025年、卯月春彦）

2023年
- TRIGUN STAMPEDE（ラジオDJ）

### 劇場アニメ
- X －エックス－（1996年、桜塚星史郎[3][28]）
- パーフェクトブルー（1998年、矢田[29]）
- 劇場版カードキャプターさくら（1999年、寺田良幸[30]）
- 劇場版 NARUTO -ナルト- 大活劇!雪姫忍法帖だってばよ!!（2004年、助悪郎）
- 大ちゃん、だいすき。（2007年、邦夫[31]）
- 名探偵コナン 戦慄の楽譜（2008年、操縦士）

### OVA
1993年
- 紺碧の艦隊（本郷義昭）

1994年
- I・R・I・A ZEIRAM THE ANIMATION（声）
- おさかなはあみの中（塚本裕司）
- 宇宙の騎士テッカマンブレードII
- 高校武闘伝 クローズ（水戸靖之）
- 湘南純愛組!（奥寺、大坪、山岸）

1995年
- アイドル防衛隊ハミングバード（管制官）

1996年
- 機動戦士ガンダム 第08MS小隊（男A、声B、兵士C）
- 今日から俺は!!（京子の父、黒崎鉄矢）
- 銀河英雄伝説（ディッタースドルフ）
- 鉄腕バーディー（検視官）
- 転校生（剣崎光太郎）
- バイストン・ウェル物語 ガーゼィの翼（ザギニス・ゾア）
- 覇王大系リューナイト アデュー・レジェンドII（ソフィーの父）
- ふしぎ遊戯（心宿）
- BRONZE ZETSUAI since 1989（高坂俊之）

1997年
- 同窓会 Yesterday Once More（白石竜助）

1998年
- 火宵の月〜秋狂言〜（式神、御家人）

1999年
- 旭日の艦隊（1999年 - 2001年、本郷義昭〈初代〉、ハンス・オストヴァルト、ジェラール・ド・リュサンジュ）
- メルティランサー The Animation（看守ア、高官は）

2004年
- 頭文字D to the Next Stage 〜プロジェクトDへ向けて〜（パパ）
- HUNTER×HUNTER G・I Final（レイザー）

2005年
- 心のキャッチボール（若井浩二）
- 僕は妹に恋をする（結城俊平）

2007年
- 装甲騎兵ボトムズ ペールゼン・ファイルズ（参謀B）

### ゲーム
1995年
- 銀河お嬢様伝説ユナ2 永遠のプリンセス（戦闘員A）
- なつきクライシスバトル（遠藤攻吉朗）

1996年
- 王国のグランシェフ

1998年
- クレイマン・クレイマン2 〜スカルモンキーのぎゃくしゅう〜（クロッグ）

1999年
- スーパーヒーロー作戦（イングラム・プリスケン）

2000年
- スーパーロボット大戦α（イングラム・プリスケン）
- デビルマン（飛鳥了）※PlayStation版

2001年
- スーパーロボット大戦α for Dreamcast（イングラム・プリスケン）

2004年
- Mr.インクレディブル（Mr. インクレディブル / ロバート〈ボブ〉・パー）

2005年
- 新世紀勇者大戦
- ロックマンゼロ4（テック・クラーケン）

2006年
- Mr.インクレディブル 強敵アンダーマイナー登場（Mr. インクレディブル / ロバート〈ボブ〉・パー）

2007年
- 株トレーダー瞬（用心棒哀川、金持ち大象）
- GUILTY GEAR 2 OVERTURE（イズナ）
- スーパーロボット大戦OG ORIGINAL GENERATIONS（イングラム・プリスケン）

2008年
- インフィニット アンディスカバリー（ユージン）

2009年
- GARNET CRADLE（迦神）

2010年
- GARNET CRADLE sugary sparkle（迦神）
- キングダム ハーツ バース バイ スリープ（フィリップ）

2011年
- GARNET CRADLE Portable 〜鍵の姫巫女〜（迦神）

2012年
- Kinect ラッシュ: ディズニー/ピクサー アドベンチャー（Mr. インクレディブル / ロバート〈ボブ〉・パー）

2013年
- ディズニー インフィニティ（Mr. インクレディブル / ロバート〈ボブ〉・パー）

2018年
- レゴ インクレディブル・ファミリー（Mr. インクレディブル / ロバート〈ボブ〉・パー）

2020年
- スーパーロボット大戦DD（2020年 - 2022年、イングラム・プリスケン）

2021年
- スーパーロボット大戦30（デッカード / ジェイデッカー / ファイヤージェイデッカー）

2025年
- BLEACH Rebirth of Souls（蛇尾丸）

### ドラマCD
- 悪霊狩り〜ゴーストハント〜（吉見彰文[4]）
- イースV（ツェット）
- イースVIIプロローグ ドラマCD 〜綴られざる冒険譚〜（Ys SEVEN初回限定版付録）（アガレス）
- Weiß kreuzシリーズ（菖蒲[4]）
  - Weiß kreuz Dramatic Precious 1st STAGE SLEEPLESS NIGHT
  - Weiß kreuz Dramatic Precious 2nd STAGE TEARLESS DOLLS
  - Weiß kreuz Dramatic Precious 3rd STAGE HOPELESS ZONE
- 吸血姫美夕（環愚）
- エターナルアルカディア（ガルシアン）
- 少年魔法士（アーネスト・藍（ラム）・グィノー）
- 聖獣伝承ダークエンジェル（燕）
- 創竜伝（TVアナウンサー）
- DEEP FEAR サウンドドラマ Vol.1 / Vol.2（デュボア・アマルリック）
- ニューヨーク・ニューヨーク（ジョーイ・クライン）
- 勇者宇宙ソーグレーダー オーディオドラマ Vol.1・2（2025年、デッカード） - 『勇者宇宙ソーグレーダー』第2巻 CD付特装版 (Vol.1) / 『勇者聖戦バーンガーン THE NOVEL』上巻 CD付特装版 (Vol.2)
- 勇者警察ジェイデッカー CDミステリー劇場 「謎の招待状〜今、真実が明かされる時〜」（デッカード）
- らき☆すた ドラマCD（柊ただお）

### BLCD
- あふれそうなプール シリーズ①（良太）
- 傲慢な龍の帝王（小野謙一）
- 傲慢な龍のしもべ（小野謙一）
- しあわせにできるシリーズ（久遠寺昴）
- 私立滝沢高校生徒会（大沢智）
- 罪な悪戯（三条貢）
- フリージング アイ（木下）

### ラジオドラマ
- 青春アドベンチャー
  - 「BANANA FISH」（アッシュ）
  - 「ウォッチャーズ」（ナスコ）
  - 「あの夜が知っている」（ハインリッヒ、ゲシュタポ）
  - 「アナスタシア・シンドローム」（バーンズ、ヴィンセント・カルー、護送隊長）
  - 「アリアドニの遁走曲」（エセックス）
  - 「カルパチア幻想曲」（アラン）
  - 「リプレイ」（ジェフ・ウィンストン）
  - 「秘密の友人」（スポート／ブロトキン）
  - 「優しすぎて、怖い」（マイケル／ナレーション）
  - 「ランドオーヴァー3 黒いユニコーン」（ベン・ホリディ[2代目]）
  - 「ランドオーヴァー4 大魔王の逆襲」（ベン・ホリディ[2代目]）
  - 「星の感触」（波田野良治）
  - 「青の時間」（岩崎満）
  - 「狩人たち」（江波戸港湾）
  - 「嘘じゃないんだ」（ジャック）
  - 「「ダミー・ヘッド・アドベンチャー・スペシャル」 カムイ外伝」（カムイ）
- 歌謡ドラマ
  - 「若い二人」
  - 「学生時代」
  - 「新宿そだち」
  - 「旅立の歌」（花井マサル）

### 吹き替え

#### 担当俳優
サイモン・ヤム
- アイスマン 宇宙最速の戦士（ユン）
- 極道統一（チョン）
- スマート・チェイス（マック・レン）
- トゥームレイダー2（チェン・ロー）※DVD版
- ドラゴン・スクワッド（ホン警視）
- ドラゴン×マッハ!（チャン刑事）
- PTU（ホー・マンジン隊長）

テレンス・ハワード
- 奇跡のシンフォニー（リチャード・ジェフリーズ）
- ハンティング・パーティ（ダック）
- ブレイブ ワン（ショーン・マーサー刑事）

#### 映画
- アウト・オブ・タイム（スコット・ナイト〈クリスチャン・ソリメノ〉）※テレビ東京版
- アサインメント ※ソフト版
- アドレナリン・ブレイク（ハリー〈ジョージ・カリル（英語版）〉）※DVD版
- 嵐が丘（ヒースクリフ〈ローレンス・オリヴィエ〉[4]）※PDDVD版
- アベンジャー（レイ・モーガン〈ゲイリー・ダニエルズ〉）
- アレックス・ライダー（ヤッセン・グレゴヴィッチ〈ダミアン・ルイス〉）
- アンナ・マデリーナ（編集者〈レスリー・チャン〉）
- インタビュー・ウィズ・ヴァンパイア（ペスト犠牲者の運搬人）※フジテレビ版
- インデペンデンス・デイ（ジミー・ワイルダー〈ハリー・コニック・ジュニア〉[4]）※ビデオ版
- インテンシティ/緊迫（ジャック・テンプルトン〈カヴァン・スミス〉、ラジオDJ）
- WISH ウィッシュ/夢がかなう時（大人になったトム・ホルマン〈マイケル・オキーフ〉）
- エイリアン2（バーク）※アルティメット・エディションDVD版
- エイリアン4（クリスティー〈ゲイリー・ドゥーダン〉）※ソフト版
- EX エックス（ジェフリー〈ルパート・グレイヴス〉）※テレビ東京版
- エド・ウッド
- エネミー・オブ・アメリカ（ロバート・クレイン・ディーン〈ウィル・スミス〉[4]）※DVD・ビデオ版
- カットスロート・アイランド（トロッター〈アンガス・ライト〉）※ソフト版
- キット・キトリッジ アメリカン・ガール・ミステリー（ジャック・キトリッジ〈クリス・オドネル〉）
- 気まぐれな狂気（マーカス・ウェアンズ〈ミケルティ・ウィリアムソン〉）
- キャリントン（ジェラルド・ブレナン〈サミュエル・ウェスト〉）
- 巨星ジーグフェルド（フローレンツ・ジーグフェルド〈ウィリアム・パウエル〉）※PDDVD版
- キリング・ミー・ソフトリー（ジェイク〈ジェイソン・ヒューズ（英語版）〉）※テレビ版
- グラマー・エンジェル危機一発
- 恋のゆくえ/ファビュラス・ベイカー・ボーイズ（ロイド〈ザンダー・バークレー〉）※DVD・BD版
- コーラス（体育教師シャベール）
- コネクテッド（誘拐犯〈リウ・イエ〉）
- 最高の恋人
- サスペリアPART2（カルロ）
- ザ・ファン（ギャリティ〈ダン・バトラー〉）※テレビ朝日版
- サンタ・バディーズ 小さな5匹の大冒険
- G.I.ジェーン（コルテス〈デヴィッド・ヴァディム〉）※ソフト版
- 死の標的 ※フジテレビ版
- ジャイアント・ベビー ※日本テレビ版
- シューテム・アップ（スミス〈クライヴ・オーウェン〉[4]）
- ジュラシック・レイク（ジェームズ・マーフィー〈ブライアン・クラウズ〉）
- ジョシュア 悪を呼ぶ少年（ネッド〈ダラス・ロバーツ〉）
- 知らなすぎた男（ディミトリ）
- 紳士協定（フィリップ〈グレゴリー・ペック〉）※PDDVD版
- スクリーマーズ ※ビデオ版
- スクリーム2（フィル・スティーヴンス〈オマー・エップス〉）
- スターシップ・トゥルーパーズ（エース・リビー〈ジェイク・ビジー〉[4]）
- スピーシーズ 種の起源 ※テレビ朝日版
- スピード（ニュースキャスター2）※フジテレビ版
- スピード・レーサー（ミスター武者〈真田広之〉[4]）
- スライディング・ドア（ジェームズ〈ジョン・ハナー〉）
- センター・オブ・ジ・アース（マックス・アンダーソン）※テレビ版、（アラン・キツェンズ教授）※DVD版
- ソーラー・ストライク サード・インパクト（ディルク〈ヨハネス・ブランドラップ〉）
- ソーラー・ストライク2012（ケルビン〈ブライアン・クラウズ〉）
- ターミネーター3（スコット・ピーターソン〈マーク・ファミグリエッティ〉）※テレビ東京版
- 黄昏（ジョージ・ハーストウッド〈ローレンス・オリヴィエ〉）
- タロス・ザ・マミー/呪いの封印（ライリー刑事〈ジェイソン・スコット・リー〉）
- チルドレン・オブ・ホァンシー 遥かなる希望の道（ジャック〈チョウ・ユンファ〉）
- 沈黙の断崖（アル・ケロッグ〈スティーブン・ラング〉）※DVD版
- 椿姫（ヴァルヴィル男爵〈ヘンリー・ダニエル〉）※PVDVD版
- デイ・アフター・トゥモロー（サイモン〈エイドリアン・レスター〉）
- ディア マイ ファーザー（ロミュラス〈エリック・バナ〉）
- デス・ヴィレッジ（ポール・クレイボーン〈クレイグ・シェイファー〉）
- デッドマン（チャーリー・ディッキンソン〈ガブリエル・バーン〉）
- D.N.A./ドクター・モローの島（モンゴメリー〈ヴァル・キルマー〉[3]）※ビデオ版
- ドーン・オブ・ザ・デッド
- 閉ざされた森（ピート・ヴィルマー〈ハリー・コニック・Jr〉）
- トラックス
- ナイトウォッチ（マーティン〈ユアン・マクレガー〉[4]）
- ネイビー・フォース/テロリスト壊滅作戦（ブラッド・カトウスーキー〈マイケル・パレ〉[3]）
- パーフェクト・ストレンジャー（キャメロン〈ゲイリー・ドゥーダン〉）
- バスキア（ジャン＝ミシェル・バスキア〈ジェフリー・ライト〉[4]）
- バスケットボール・ダイアリーズ（ミッキー〈マーク・ウォールバーグ〉）
- 裸の十字架を持つ男/エクソシストフォーエバー（ベンジー・ソール）
- 8mm II（デヴィッド・ハクスレー〈ジョナサン・シェック〉）※DVD版
- ハッピィブルー（ブラッド〈マイケル・ラパポート〉）
- バニシング・ポイント 激走2000キロ（DJ "ザ・ボイス"〈ジェイソン・プリーストリー〉）
- パリ、ジュテーム（ウィレム・デフォー、セイドゥ・ボロ）
- バレットダウン（ブラッド）
- ハロウィン6 最後の戦い（ティム・ストロード〈キース・ボガート〉）
- パワーレンジャーシリーズ
  - パワーレンジャー（ゴータン）
  - パワーレンジャー・ターボ（ワイルドウィーダー）
- ピースキーパー（ネルソン〈ティム・ポスト〉）※ビデオ版
- ヒート ※テレビ朝日版
- ファントムフォース
- ブギーナイツ（リード・ロスチャイルド〈ジョン・C・ライリー〉）
- ブギーマン（ティムの父〈チャールズ・メジャー〉）
- ブラザーフッド（北朝鮮人民軍大佐〈チェ・ミンシク〉）
- ブラス!（アンディ〈ユアン・マクレガー〉[3]）
- F.R.A.T./戦慄の武装警察
- ブラッドレイン（イアンク〈マイケル・パレ〉）
- プラトーン（ラー〈フランチェスコ・クイン〉）※DVD版
- ブルー・ブルー・ブルー（ヴィクター〈レシャード・ストリック〉）※DVD版
- ブロークン・アロー（ケリー〈ハウィー・ロング〉）※DVD・ビデオ版
- プロテージ/偽りの絆（クアン〈アンディ・ラウ〉）
- ボーン・アルティメイタム（トム・クローニン〈トム・ギャロップ〉）※ソフト版
- ボーン・スプレマシー（トム・クローニン〈トム・ギャロップ〉）※DVD・ビデオ版
- ホステル（アメリカ人の顧客〈リック・ホフマン〉）
- ボディガード（ダン〈トニー・ピアース〉）※テレビ朝日版
- マインドハンター（ゲイブ・ヤンセン〈LL・クール・J〉）
- マッスルモンク（鍾SIR〈チョン・シウファイ〉）
- ミシェル・ヴァイヨン（デヴィッド・ドアティ〈スコット・スラン〉）
- ミスト（ブレント・ノートン〈アンドレ・ブラウアー〉）
- ミッシング（騎兵隊中尉〈ヴァル・キルマー〉）
- モバイル（ジョージ・フレミング警部補〈ショーン・ドゥーリー〉）
- 夢翔る人 色情男女（シン〈レスリー・チャン〉）
- ラッキー・ユー（テレフォン・ジャック〈ロバート・ダウニー・Jr〉）
- ラブ・アペタイザー（デイビッド・ワトソン〈ビリー・バーク〉）※DVD版
- ラストサマー2（タイレル・マーティン〈メキ・ファイファー〉）※DVD版
- ランボー/最後の戦場（マイケル・バーネット医師〈ポール・シュルツ〉[4]）※ソフト版
- リーサル・ウェポン4（クー〈ジェット・リー〉）※ビデオ版
- レッド・ブロンクス ※テレビ東京版
- レッドベルト 傷だらけのファイター（マイク〈キウェテル・イジョフォー〉）
- ローリング・サンダー
- ワイルドシングス2
- ワイルドシングス3（モリソン刑事〈リンデン・アシュビー〉）

#### ドラマ
- 宇宙船レッド・ドワーフ号（トーキー・トースター）
- キッドナップ（コンラッド・ケイン〈ティモシー・ハットン〉）
- GALACTICA/ギャラクティカ（カール・アガソン）
- キル・ポイント（アブラミ本部長代理〈マイケル・マッグローン〉）
- 宮 -Love in Palace-（孝烈〈キム・サンジュン〉）
- サマンサ Who?（オーウェン）
- 三国志演義（鍾会）
- しあわせの処方箋（トム・ウェイクフィールド〈マイケル・ヴァルタン〉）※シーズン1
- 新スーパーマン（若年コナー・シェンク〈ジョン・ダキーノ〉）
- ステート・ウイズイン 〜テロリストの幻影〜（ニコラス・ブロックルハースト〈ベン・ダニエルズ〉）
- スパイ大作戦（ダグ・ロバート〈サム・エリオット〉）
- 続ハリーズ・ロー 裏通り法律事務所（オリヴァー・リチャード〈マーク・ヴァレー〉）
- 大秦帝国（孝公）
- CHUCK/チャック
- 24 -TWENTY FOUR-（ウェイン・パーマー〈D・B・ウッドサイド〉[4]）
- ドールハウス Dollhouse（ローレンス・ドミニク〈リード・ダイアモンド〉）
- バーチャル戦士トゥルーパーズ（ライアン・スティール〈ブラッド・ホーキンス〉）
- バーン・ノーティス 元スパイの逆襲（アリ・ザマール）
- バグス ハイテクスパイ大作戦（エド）
- ファン・ジニ（国王）
- プッシング・デイジー 〜恋するパイメーカー〜（チャールズ・チャールズ）
- プライベート・プラクティス2 迷えるオトナたち（ダンカン〈D・B・ウッドサイド〉）
- ブラザーズ&シスターズ（ジョー・ウェドン〈ジョン・パイパー＝ファーガソン〉）
- FRINGE/フリンジ（ジョン・スコット〈マーク・ヴァレー〉）
- マードック・ミステリー 〜刑事マードックの捜査ファイル〜（トーマス・メリック）
- ミディアム 霊能者アリソン・デュボア（クレイ・ビックス〈トーマス・ジェーン〉）
- ミディアム7 最終章（ゲーリー・デュラント）
- 名探偵モンク3（ジーン・エデルソン）
- ユニバーサル・トレジャー（デュライド・アルシーマ〈トニー・ムサンテ〉）

#### アニメ
- アナはごきげんななめ（ナレーター）
- アラジンの大冒険（ジン）
- ザ・シンプソンズ（ボビー・ピーターソン）
- 戦え!超ロボット生命体トランスフォーマー（未放映版）（マイスター[32]、ランボル[32]、ゲイツ[32]）
- 眠れる森の美女（フィリップ王子[4][33]）
- バットマン:ブレイブ&ボールド（シネストロ）
- ポカホンタス（ジョン・スミス〈声：メル・ギブソン〉[4]）
- メロディ・タイム（ロイ・ロジャース）

### テレビドラマ
- NHK大河ドラマ『平清盛』（NHK、2012年）
- NHK連続テレビ小説『とと姉ちゃん』（NHK、2016年）
- 24時間テレビ 再現ドラマ（日本テレビ、2016年）

### ナレーション
- FNNスーパータイム
- 講談社 昭和ニッポン
- なんだろうナイト
- ミッドナイトマーメイド

### CM
- 四国電力
- 勇者警察ジェイデッカー 玩具CM

### その他コンテンツ
- ピクサー・プレイタイム（Mr. インクレディブル / ロバート〈ボブ〉・パー）